# Caecinae
Les Caecinae sont une gens romaine d'origine étrusque issue de Volaterrae (Velathri en langue étrusque), une antique cité de l'Étrurie, et qui s'était établie à Rome.

## Origines
Le nom Caecina proviendrait du fleuve Caecina qui coule dans la vallée sous-jacente au col de Volterra.
Des personnes portant ce nom sont citées pour la première fois au Ier siècle av. J.-C. et leur provenance de Volterra est documentée. Pendant l'Empire le nom est fréquent et il est probable que tous les Caecinae soient d'origine étrusque.
Au crépuscule de l'Empire Romain sous le règne de l'empereur Flavius Honorius, il est attesté que le poète Decius Albinus Caecina, habitait dans sa villa à proximité de Volaterrae.
La tombe de la famille Caecina a été découverte aux environs de Volterra. Son nom étrusque est Ceicna ou  Kaikna ou encore Kaiknas. Dans cette tombe a été découvert un sarcophage maintenant exposé au musée du Louvre à Paris.

## Branches et cognomina
La famille avait de nombreuses ramifications et les dépouilles de ses membres se trouvent par conséquent dans les urnes funéraires avec les cognomina de Caspu et Tlapuni: Dans les inscriptions en langue latine on les retrouve aussi avec les noms de Quadratus et Pladdus et d'autres encore.
De nombreuses trouvailles ont été faites à Felsina ainsi qu'à d'autres endroits, il est avéré que les Ceicna ou Kaikna ont participé à la colonisation étrusque de la plaine du Pô, constituant un indice du rôle que Volterra a pu exercer dans le processus.

### CaecinadeVolaterrae
- Aulus Caecina, (v. -110 - ap. -68), défendu par Cicéron en 69 av.J.-C.
  - Aulus Caecina, (v. -85 - ap. -46), chevalier romain[a 1],
    - Aulus Caecina Largus, (v. -65 - ap. -46);
      - Aulus Caecina Severus, (v. -45 - ap. 21), consul suffect en 1 av.J.-C., légat en Moesie puis en Germanie Inferieur[a 2].
        - ? Sextus Caecina (...), (v. -20 - ap. 11), préteur pérégrin en 11;
        - Aulus Caecina Paetus, (v. -5 - 42), consul suffect en 37. Se suicide en 42.
          - (Caecinia) Arria, (v. 15 - ap. 66), épouse de Thrasea[a 3],[a 4],[a 5],[a 6].
          - Aulus Caecina Paetus, (v. 15/20 - av. 42);
          - Caius Laecanius Bassus Caecina Paetus, (v. 28 - ap. 81), consul suffect en 70, proconsul d'Asie, fils adoptif de Laecanius Bassus;
            - Caius Laecanius Bassus Caecina Flaccus, (61/2 - 80), magistrat monétaire;
            - ? (Laecania), (v.65 - ?), épouse de Sextus Rosius Geminus;

          - ? (Caecinia), (v.30 - ?), épouse de Cornelius Tacitus, mère de Tacite?

      - Caius Caecina Largus, (v. -30 - ap. 13), consul suffect en 13;
        - Caius Caecina Largus, (v. 1 - av. 57), consul en 42, habita la maison ayant appartenu à Marcus Aemilius Scaurus, contemporain de Cicéron[a 7],[a 8],[a 9],[a 10]
        - ? Aulus Caecina Largus, (v. 10 - ?)
          - Caecinia Larga, (v. 40 - ?), épouse d'Aulus Larcius Lepidus Sulpicianus

  - ? Caecina , (v. -80 - ap. -41), ami d'Auguste[a 11],[a 12].

### Caecina Taciti
Les Caecina Taciti sont les descendants de Caius Caecina Largus, consul en 42.
- Caius Caecina Largus, (v.160 - ap.198), légat d'Auguste propréteur de Thrace en 195;
  - (Caius Caecina Largus), (v.190 - ?)
    - Caecina Largus, (v.210 - ap.250), préfet de l'annone en 250;

  - ? Aulus Caecina Tacitus, (v.190 - ap.250), consul suffect, Préfet de Rome[b 1];
    - Appius Caecina Suetrius Sabinus, (v.215 - ?)
      - Aulus Caecina Tacitus, (v.240 - ap.273), consul en 273;
        - (Aulus) Caecina Tacitus, (v.275 - ap.306), sénateur romain;
        - Antonius Caecina Sabinus, (v.280 - ap.316), consul en 316[b 2];
          - (Cae)cina Sabinus, (v.310 - ?)
            - Rufius Caieonius Sabinus, (v.340 - ap.377)
            - Postumianus, (? - ap.396)

        - (Caecina Antonia Sabina), (v. 280 - ?), épouse de Caius Ceionius Rufius Volusianus

### Caecina Decii
Les Caecina Decii sont les descendants des Caecina Taciti par ligne féminine.
- Publilius Ceionius Caecina Albinus, (v. 335 - ap. 367);
  - Caecina Decius Albinus, (v. 360 - ap. 402) Préfet de Rome en 402;
    - Caecina Decius Aginatius Albinus, (v. 380 - ap. 426), Préfet de Rome en 414;
      - ? (Caecina) Albinus, (v. 405 - ap. 444), consul en 444;
      - Caecina Decius Basilius, (v. 410 - ap. 468), Préfet du prétoire d'Italie en 458, consul en 463;
        - Caecina Decius Maximus Basilius, (v. 440 - ap. 501), consul en 480, Préfet du prétoire d'Italie en 483;
          - Caecina Decius Faustus Albinus, (v. 460 - 525?), consul en 493;
          - Avienus, (v. 470 - ap. 507/9), consul en 501;
          - Theodorus, (v. 470 - ap. 523), consul en 505;
          - Inportuus, (v. 475 - ap. 523), consul en 509;

        - Decius Marius Venantius Basilius, (v. 445 - ap. 484), Préfet de Rome et consul en 484;
          - ? Basilius Venantius, (v. 470 - ap. 533), consul en 508;
            - Decius, (v. 495 - ap. 546), consul en 529;
            - Paulinus, (v. 500 - ap. 534), consul en 534;

        - Caecina Mavortius Basilius Decius, (v. 445 - ap. 510), consul en 486, Préfet du prétoire d'Italie;
          - ? Vettius Agorius Basilius Mavortius, (v. 485 - ap. 534), consul en 527;

### Autres
- Quintus Caecina Primus, (v. 10 - ap. 53), consul suffect en 53;
- Aulus Caecina Alienus, (v. 25 - 79), questeur de Bétique en 68, légat, consul suffect en 69;
- Caius Caecina Tuscus, (v. 25 - ap. 69), fils de la nourrice de Néron, nommé en l'an 56, selon Fabius Rusticus, préfet de la Garde prétorienne à la place de Sextus Afranius Burrus : Il n'assuma pas la charge car Burrus fut réintégré à la suite de l'intervention de  Sénèque. Il fut nommé Préfet d'Égypte vers 67 mais fut exilé pour avoir utilisé les bains construits pour l'arrivée de l'empereur en Égypte. Son exil prit fin à la mort de Néron[a 13],[a 14],[a 15],[a 16].
- Licinius Caecina, sénateur du parti de Othon en 69[a 17].

## Pour approfondir